# آبطر
آبطر، روستایی از توابع بخش اروندکنار شهرستان آبادان در استان خوزستان ایران است.
این روستا جنوبی ترین نقطه استان خوزستان از لحاظ مختصات جغرافیایی است.

## جمعیت
این روستا در دهستان نوآباد  قرار دارد و براساس سرشماری عمومی نفوس و مسکن (۱۳۹۵)، جمعیت آن ۲۷ نفر (۹ خانوار) بوده‌است.